# Avicii: True Stories
Avicii: True Stories er en dokumentar fra 2017, instrueret af Levan Tsikurishvili, om den svenske DJ og producer Avicii, med interviews fra David Guetta, Wyclef Jean, Nile Rodgers, Tiësto og Chris Martin. Avicii: True Stories havde premiere den 26. oktober 2017 i udvalgte biografer verden over og blev udgivet på Netflix i USA, Storbritannien og Australien den 28. december 2018, 
Avicii: True Stories er Tim Berglings egen historie, fortalt indefra og lavet ud fra hans omfattende personlige arkiv og familiearkiv og optagelser bag kulisserne. Instruktøren, Levan Tsikurishvili, fulgte Bergling i over fire år, mens han fangede optagelser af hans oplevelser og tanker. 
- Tim Bergling
- David Guetta
- Wyclef Jean
- Nile Rodgers
- Chris Martin
- Tiesto
- Laidback Luke

Dokumentaren byder også på særlige gæster som Alex Ebert, Aloe Blacc, Carl Falk, Fredrik Boberg, Johan Bjerkelund, Sandro Cavazza, Salem Al Fakir, Per Dickson og Michael Einziger . 

## Soundtrack
- Robyn – Hang With Me (Avicii remix)
- Avicii - Levels
- Armin Van Buuren – Drowning (Avicii remix)
- Rick Ross - Hustlin
- Avicii - Wake Me Up
- Coldplay – A Sky Full of Stars
- Avicii - Sunset Jesus
- Avicii feat. Sandro Cavazza – Lord (ikke udgivet)
- Avicii feat. Sandro Cavazza – Without You
- Avicii – Ten More Days
- Avicii - Feeling Good

## Produktion
Dokumentaren indeholdt optrædener af kolleger som Chris Martin, Nile Rodgers, David Guetta og Wyclef Jean .  Nogle dele blev filmet i Madagaskar og Australien. 
Instruktør Levan Tsikurishvili citerede i sin dokumentar:
| Citat                           | “Dokumentaren giver en meget tæt forklaring på hvordan han havde det. Jeg er glad og taknemmelig for at vi kunne bruge så mange af hans år på at filme, for at vise andre hvordan han havde det. Som en samarbejder og instruktør, så er det det her jeg kan gøre for ham. Jeg ville lave en brutalt ærlig film om Tim som person og ikke kun om Avicii. Alle kender Avicii, men meget få mennesker kender Tim. Jeg synes at dokumentaren viser Tims smerte og styrke som person. At være en verdenskendt superstjerne er ikke så nemt, som det ser ud til på Instagram." | Citat |
| Levan Tsikurishvili, instruktør | |       |

## Udgivelse
Avicii: True Stories debuterede i udvalgte biografer verden over den 26. oktober 2017. Dokumentaren blev udgivet på Netflix den 28. december 2018 i USA, Storbritannien og Australien. 

## Modtagelse

### Box office
Filmen indtjente 28,134 DKK i det verdensomspændende billetkontor. 

### Kritisk respons
Andmeldelseswebsitet Rotten Tomatoes rapporterede en godkendelsesvurdering på 83 %, baseret på seks anmeldelser, med en gennemsnitlig vurdering på 9/10. 
Joshua Speiser, der skrev for Film Threat, udtalte, at filmen var "vel værd at se; et portræt af en utrolig talentfuld kunstner, der "fangede lyn i en flaske" gang på gang i løbet af sit tragisk korte liv."  Frank Scheck, der skriver for The Hollywood Reporter, sagde, at filmen "leverer et visuelt portræt af de personlige omkostninger, der kan opstå fra en meteorisk stigning til berømmelse."  Ben Kenigsberg, der skrev for The New York Times, beskrev filmen som "et portræt af en kunstner, der elskede at lave musik, men hadede stresset ved at optræde", og konkluderede: "instruktøren, Levan Tsikurishvili, forener aldrig filmens konkurrerende impulser. Det er dels salgsfremmende video, dels backstage-dokument og - set i bakspejlet - dels tragedie." 
Katie Walsh, der skrev for Los Angeles Times, kritiserede filmen for ikke at anerkende Berglings død i slutningen og konkluderede, at "Der er en følelse af frygt, da filmen slutter, ved at vide, hvor den virkelige historie endte, og den er i stigende grad ude af trin med det rosenrøde billede malet af Tsikurishvili. Er han tvunget til at opdatere filmen eller efterlade os et billede af Bergling i sit frieste øjeblik? I sidste ende føles det som kun en del af historien, og derfor ikke helt sandt." 

### Priser og nomineringer
Avicii: True Stories kvalificerede sig til Oscar-overvejelse den 1. november 2018. 